# Stiga (Unternehmen)

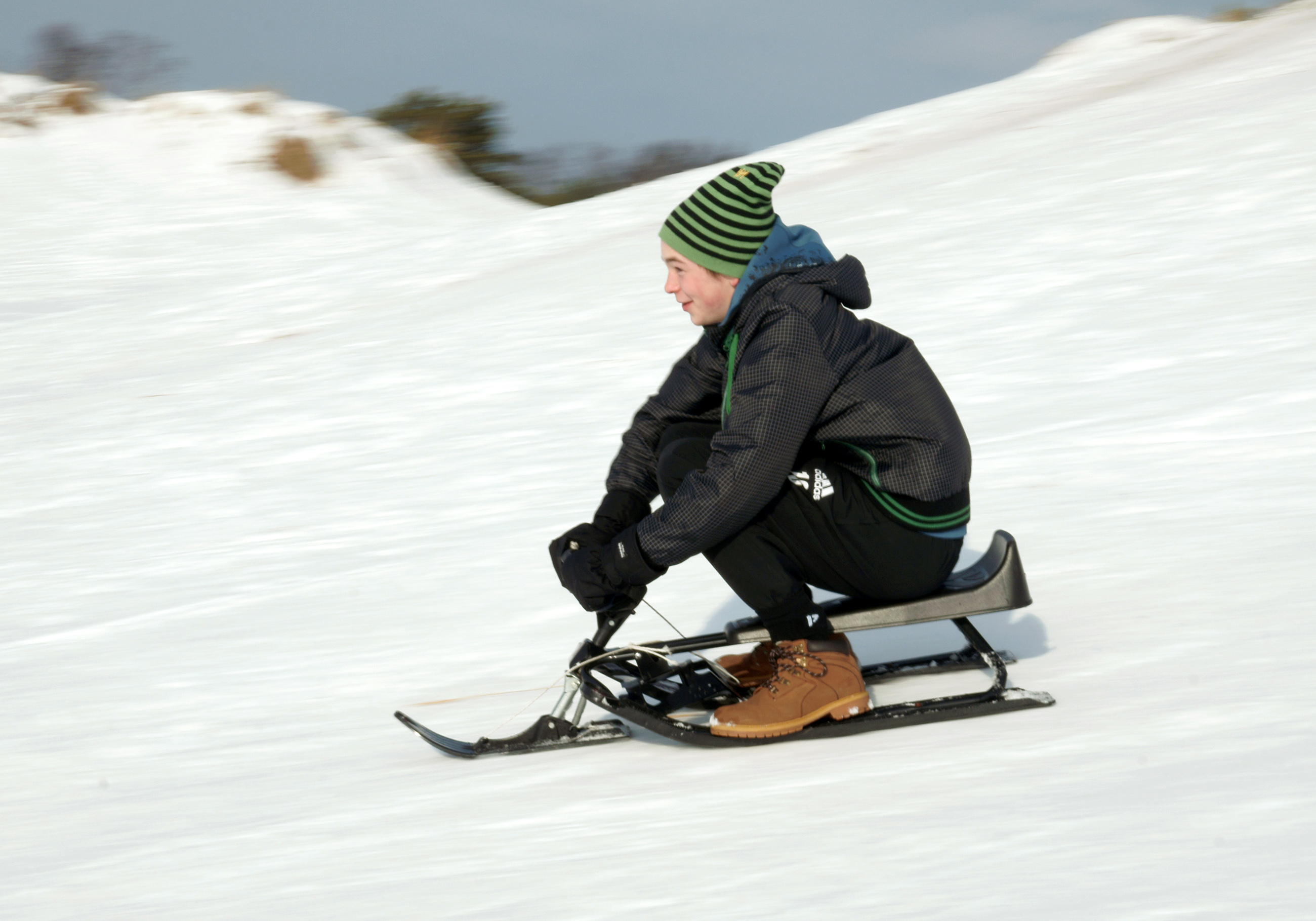
Ein Schlitten der Marke Stiga

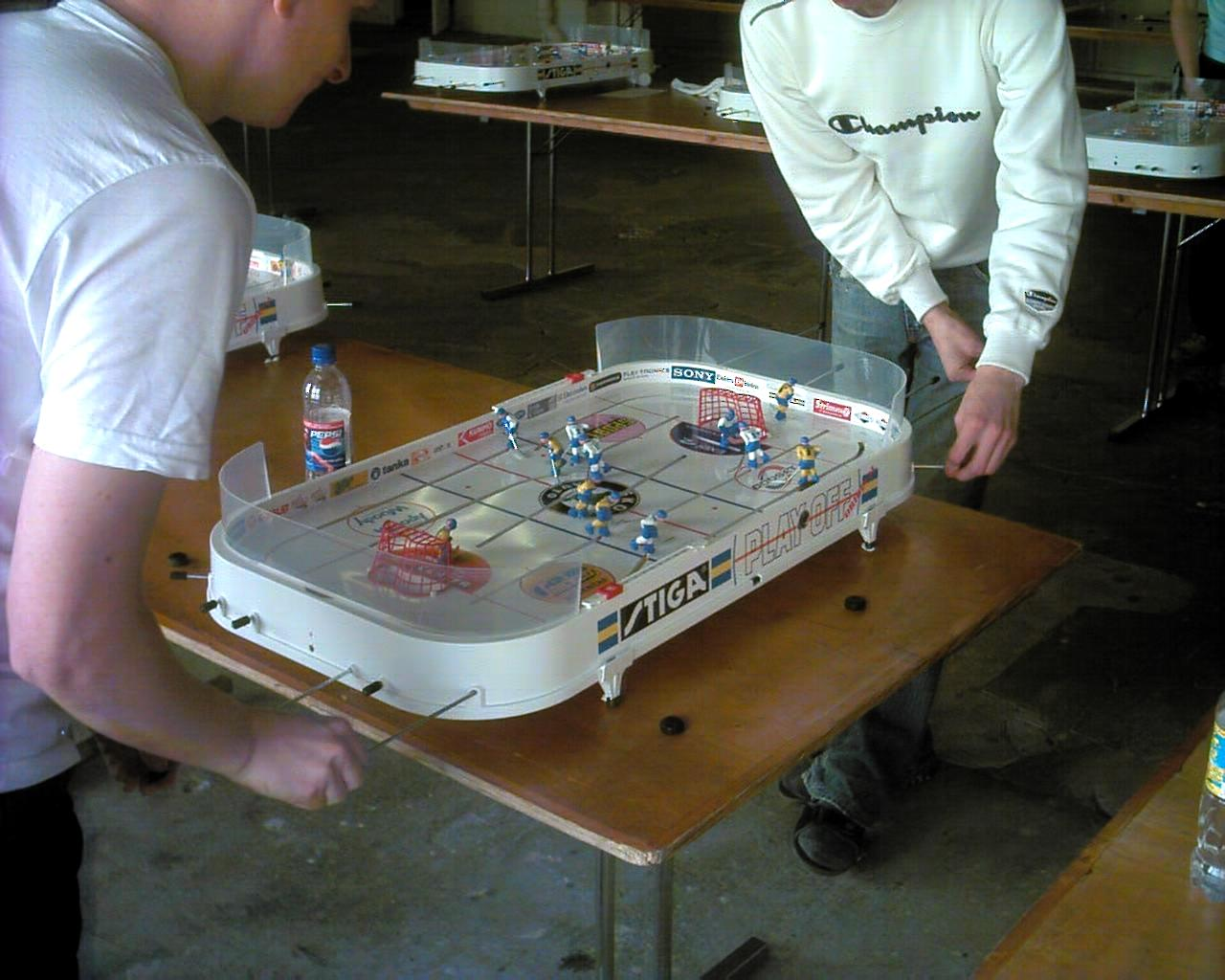
Ein Tischeishockeyspiel

Die Stiga S.p.A. ist ein Hersteller von Gartengeräten und Sportprodukten mit Sitz im italienischen Castelfranco Veneto. 
Das Unternehmen wurde 1934 in Schweden gegründet und war bis 2000 selbständig, danach ging es im Konzern Global Garden Products (GGP) auf, wobei der Name Stiga als Warenzeichen erhalten blieb. Am damaligen Hauptsitz Tranås waren 2007 etwa 320 Mitarbeiter beschäftigt, in der gesamten Gruppe etwa 1300. Der Umsatz betrug 2009 rund 5 Milliarden Schwedische Kronen.
Nach der Umbenennung in Stiga Group und der Verlegung des Hauptsitzes nach Italien beschäftigt die Firma nach eigenen Angaben mittlerweile 1.750 Mitarbeiter, davon 600 in Italien; der Umsatz betrage um die 500 Millionen Euro jährlich.

## Historie
Stiga wurde 1934 von Stig Hjelmquist (* 20. Juni 1911, † 1985) unter dem Namen Firma Fabriksprodukter gegründet. 1938 nannte er das Unternehmen in Stigma, später in Stiga um. 1941 startete die Produktion von Gewehrkugeln, drei Jahre später kamen Tischtennisartikel, etwa Tische, Netze, Bälle und Schläger und Hockeyspiele dazu. Wenig später kooperierte Stiga mit dem schwedischen Tischtennisverband und förderte so den Erfolg der schwedischen Tischtennisspitzenspieler. 1957 wurde das Angebot um Tischeishockeyspiele, 1964 um Rasenmäher erweitert. 1971 expandierte Stiga ins Ausland und eröffnete Vertriebsniederlassungen in London und Helsinki.
1976 wurde das neue Stiga-Werk mit 18.000 m² von König Carl XVI. Gustaf eingeweiht. Mit seiner Gesamtfläche von 24.000 m² war es in den nordischen Ländern das größte Werk für die Herstellung von motorisierten Rasenmähern. 1981 wurde das Unternehmen den Produkten entsprechend in drei Geschäftsbereiche umorganisiert: Sport, Waffen und Garten.
1983 verkaufte Stiga die Tischtennissparte und verlagerte seinen Schwerpunkt auf die Produktion von Gartengeräten. Nach eigenen Angaben war Stiga Mitte der 1980er Jahre der größte Hersteller von Rasenmähern in Europa. 1997 war Stiga in 40 Ländern einschließlich Neuseeland, Nordamerika, Südamerika und Osteuropa vertreten.
2000 fusionierte Stiga mit mehreren anderen Unternehmen zur Gruppe Global Garden Products (GGP).
Im Juni 2017 gab die Firma bekannt, dass sie sich in Stiga Group umbenennt, die Gruppe umfasst nunmehr die globale Marke Stiga und die lokalen Marken Alpina, Mountfield, ATCO und Castelgarden. Der neu erbaute Hauptsitz befindet sich seit Juni 2018 in Castelfranco Veneto (Italien) in der Nähe von Venedig. Nach eigenen Angaben hat die Firma Niederlassungen in 13 Ländern und Produktionsstätten in dreien (Italien, Slowakei und China) und verkauft mehr als eine Million Produkte in mehr als 70 Länder.

## Stiga Garten
Stiga ist eine Marke für Rasenmäher und motorbetriebene Gartengeräte wie u. a.  Rasenmäher, Mähroboter, Frontmäher, Rasentraktoren, Rasentrimmer,  Motorsensen, Kettensägen, Heckenscheren, Häcksler, Laubbläser, Vertikutierer, Motorhacken und Balkenmäher sowie kabellose Akkugeräte.

## Stiga Sport
Die Marke Stiga wird heute auch vom schwedischen Unternehmen Stiga Sports für die Produktion von Sportprodukten, einschließlich Tischtennis, Lenkschlitten und Tischhockey, genutzt. Bengt Bandstigen gründete 1966 das Tischtennisunternehmen BANDA, aus dem später die STIGA Sports AB wurde. 1983 begann das Unternehmen mit dem Verkauf von Stiga-Tischtennisprodukten und übernahm 2006 den Geschäftsbereich STIGA Games.